# Koblenz
Koblenz (nemško Koblenz, francosko Coblence) je nemško mesto, ki leži na bregovih Rena ob sotočju z Mozelo, kjer je Nemški ogel (Deutsches Eck) s konjeniškim spomenikom cesarju Viljemu I.
Koblenz je ustanovil Druz okoli 8. stoletja pred našim štetjem kot enega vojaških položajev. Mesto je leta 1992 praznovalo 2000. obletnico.
Ime Koblenz izvira iz latinščine (ad) confluentes, sotočje ali (ob) združitvi rek. Kasneje se je pojavljalo tudi ime Covelenz in Cobelenz. V lokalnem narečju je Kowelenz.
Za Mainzem in Ludwigshafnom ob Renu je tretje največje mesto v deželi Porenje - Pfalška, v katerem živi okoli 112.000 prebivalcev.

## Zgodovina

### Starejša zgodovina
Okoli 1000 pred našim štetjem je bila na hribu na nasprotni strani Mozele postavljena prva trdnjava Ehrenbreitstein. Leta 55 pred našim štetjem so rimski vojaki pod vodstvom Julija Cezarja dosegli Ren in zgradili most med Koblenzom in Andernachom. Okoli 9. stoletja pr. n. št. je bil eden vojaških položajev Castellum Apud Confluentes, ki ga je ustanovil Druz.
Ostanki velikega rimskega mostu, zgrajenega letu 49 n. št., so še vedno vidni. Rimljani so za zaščito mostu zgradili dva gradova: v 9. stoletju grad Confluentes za zavarovanje ceste Mainz–Köln–Xanten in drugo utrdbo Niedernberg v 2. stoletju, ki so jo uničili Franki leta 259. Severno od Koblenza je bil tempelj Merkurja in Rosmerte (galsko-rimska boginja), ki je ostal v uporabi do 5. stoletja.

### Srednji vek
Ob padcu zahodnega rimskega cesarstva je bilo mesto, ki so ga osvojili Franki, kraljevski sedež. Po delitvi imperija Karla Velikega je bil vključen v deželo njegovega sina Ludvika Pobožnega (814). Leta 837 je bil dodeljen Karlu Plešastemu in čez nekaj let, avgusta 843, je bila med karolinškimi dediči podpisana verdunska pogodba, s katero je mesto postalo del Lotaringije pod Lotarjem I. Leta 860 in 922 je bil Koblenz prizorišče cerkvene sinode. Na prvi sinodi, ki je bila v cerkvi Ljube gospe, sta se pobotala Ludvik Nemški in njegov polbrat Karel Plešasti. Mesto so leta 882 opustošili in uničili Normani. Leta 925 je postalo del vzhodnega nemškega kraljestva, kasnejšega Svetega rimskega cesarstva.
Leta 1018 je cesar Henrik II. Sveti s posebno listino dal mesto nadškofu, volilnemu knezu Trierja. V lasti njegovih naslednikov je ostal do konca 18. stoletja in bil njihovo glavno prebivališče do 17. stoletja. Cesar Konrad II. je bil tukaj izvoljen leta 1138. Leta 1198 je bila v bližini bitka med Filipom Švabskim in Otom IV. Leta 1216 je knezoškof Theodoric von Wied podaril del zemljišča bazilike in bolnišnice nemškemu viteškemu redu, ki se je pozneje imenoval Nemški ogel (Deutsches Eck).
Med letoma 1249 in 1254 je nadškof Arnold II. Isenburški obzidal Koblenz. Ker je bil prestrašen zaradi nemirnih meščanov, so zaporedni nadškofje zgradili in okrepili trdnjavo Ehrenbreitstein, ki se dviga nad mestom.

### Sodobna doba
Mesto je bilo član lige renskih mest, ki je nastala v 13. stoletju. Tevtonski vitezi ali križniki so ustanovili kraljevo okrožje v Koblenzu okoli leta 1231. Koblenz je dočakal blaginjo in še napredoval do nesrečne tridesetletne vojne, ki je povzročila hiter upad. Po Filipu Kristoferju, volilnem knezu iz Trierja, je bila trdnjava Ehrenbreitstein predana Francozom, mesto je dobilo leta 1632 cesarsko stražo. To silo so kmalu pregnali Švedi, ki so mesto znova predali Francozom. Cesarskim silam ga je končno uspelo dobiti nazaj v bitki leta 1636.
Leta 1688 so Koblenz oblegali Francozi pod vodstvom maršala de Boufflersa, toda uspelo jim je samo uničiti Staro mesto (Altstadt), med drugim Staro trgovsko dvorano (Kaufhaus), ki je bila obnovljena v svoji sedanji obliki leta 1725. Mesto je bilo rezidenca nadškofa, volilnega kneza iz Trierja od 1690 do 1801.
Leta 1786 je zadnji nadškof, volilni knez iz Trierja, Clemens Venčeslav Saški veliko pripomogel k širitvi in izboljšanju mesta, spremenil Ehrenbreitstein v veličastno baročno palačo. Po padcu Bastilje leta 1789 je mesto postalo eno glavnih pribežališč za Francoze. Knezoškof je to odobril zato, ker je bil stric preganjanega francoskega kralja Ludvika XVI. Med številnimi rojalističnimi francoskimi begunci, ki so preplavili mesto, sta bila Ludvikova mlajša brata, grof Provanse, kasnejši Ludvik XVIII. Francoski, in grof d'Artois, kasnejši Karel X. Francoski. Poleg tega je prišel Ludvikov bratranec, princ Louis Joseph de Bourbon, princ de Condé in oblikoval vojsko mladih aristokratov, ki so se pripravljali za boj proti francoski revoluciji in ponovno vzpostavitev starega reda. Condéjeva vojska se je pridružila zavezniški vojski pruskih in avstrijskih vojakov, ki jih je vodil vojvoda Karel Wilhelm Ferdinand Braunschweig in leta 1792 izvedel neuspešen vpad Francije. To je ujezilo Francosko prvo republiko; leta 1794 je Koblenz zavzela francoska revolucionarna armada pod vodstvom Marceauja in po podpisu pogodbe v Lunevillu (1801) postal glavno mesto novega francoskega departmaja Rhin-et-Moselle. Leta 1814 so ga zasedli Rusi. Dunajski kongres je mesto dodelil Prusiji in leta 1822 je postal sedež vlade pruske pokrajine Porenje.
Po prvi svetovni vojni je Francija znova zasedla območje. Kot kljubovanje Francozom je nemško prebivalstvo mesta vztrajalo pri uporabi nemškega črkovanja Koblenza do leta 1926. Med drugo svetovno vojno je bilo mesto pod poveljstvom nemške vojske skupine B in tako kot mnoga druga nemška mesta močno bombardirano, a pozneje obnovljeno. Med letoma 1947 in 1950 je bilo sedež vlade Porenje - Pfalška.
Soteska Rena, ki je bila leta 2002 razglašena za del Unescove svetovne dediščine, ima v Koblenzu svoj severni konec.

## Znamenitosti

### Utrjeno mesto
Mestni obrambni sistem je obsežen in je sestavljen iz močnih utrdb na hribih, ki obkrožajo mesto na zahodu in trdnjavo Ehrenbreitstein na nasprotnem bregu Rena. Staro mesto ima trikotni tloris, pri čemer sta dve strani vezani na Ren in Mozelo, tretja na črto utrdb. Slednje so bile leta porušene, kar je mestu omogočilo, da se je razširilo v tej smeri. Centralna železniška postaja (Koblenz Hauptbahnhof) je bila zgrajena leta 1890 zunaj nekdanjega obzidja na križišču železnice Köln–Mainz in ob strateški progi Metz–Berlin. Aprila 2011 je bila odprta tudi postaja v središču mesta. Ren prečka most Pfaffendorf, prvotno lokacijo železniškega mostu, zdaj pa cestnega mostu, dober kilometer južno od mesta pa je železniški most Horchheim, ki je sestavljen iz dveh širokih in visokih razponov, na njem pa železnica teče v dolino Lahna, ki je del železniške proge proti Berlinu. Mozelo prečkajo gotski kamniti most s 14 loki, postavljen leta 1344, dva sodobna cestna mostova in tudi dva železniška mostova.
Od leta 1890 mesto sestavljata Altstadt (Staro mesto) in Neustadt (Novo mesto) ali Klemenstadt. Altstadt je zaprto zgrajen in ima le nekaj majhnih ulic in trgov, medtem ko ima Neustadt številne široke ulice in lepa pročelja ob Renu.

### Drugo
V starem delu Koblenza je več stavb zgodovinskega pomena. Blizu sotočja je bazilika svetega Kastorja ali Kastorkirche, posvečena Kastorju iz Kardna s štirimi stolpi. Cerkev je bila prvič ustanovljena leta 836 pod pokroviteljstvom Ludvika Pobožnega, sedanja romanska stavba pa je bila končana leta 1208, gotsko obokana streha pa je iz leta 1498. Pred cerkvijo svetega Kastorja stoji vodnjak, ki so ga leta 1812 postavili Francozi, z napisom v spomin na Napoleonov vdor v Rusijo. Ne dolgo zatem so ruski vojaki zasedli Koblenz; sveti Priest, njihov poveljnik, je izrekel ironične besede: "Vu et approuvé par nous, Commandant russe de la Ville de Coblence: Janvier 1er, 1814."
V tej četrti mesta je tudi Liebfrauenkirche, cerkev Naše ljube gospe (ladja iz leta 1250, kor 1404–1431) z visokimi poznoromanskimi stolpi. Grad volilnih knezov iz Trierja, postavljen leta 1280, ima zdaj občinsko galerijo slik. Tu je tudi hiša družine Metternich, v kateri je bil leta 1773 rojen princ Metternich, avstrijski državnik. Opazna je cerkev svetega Florijana z dvema stolpoma na fasadi iz okoli leta 1110.
Nekdanji jezuitski kolegij je baročna stavba J. C. Sebastianija (1694–1698) in je zdaj mestna hiša.
V bližini Koblenza nad krajem Lahnstein stoji grad Lahneck, ki je odprt za obiskovalce od 1. aprila do 31. oktobra.
Blizu mesta na Goloringu je bronastodobno nahajališče žarnih grobišč, ki je bilo postavljeni pred približno 3000 leti.

### Palača volilnega kneza
V sodobnem delu mesta je palača (Residenzschloss), ki z eno stranjo gleda proti Renu, z drugo pa v Neustadt. Zgrajena je bila med letoma 1778 in 1786 po naročilu Clementa Venčeslava, volilnega kneza iz Trierja, v skladu s projektom francoskega arhitekta P. M. d'Ixnarda. Leta 1833 se je palača uporabljala kot vojašnica in končno prišla v roke depozitarja optičnega telekomunikacijskega sistema iz Potsdama. Danes je nekdanja palača muzej; med drugimi zanimivostmi je v njej nekaj tapiserij. Ob njej so lepi vrtovi in promenada (objekti cesarice Avguste), ki se raztezajo vzdolž brega Rena, v njih je spomenik pesniku Maxu von Schenkendorfu. Kip cesarice Avguste, katere najljubša rezidenca je bil Koblenz, stoji na Luisenplatzu. Od vseh javnih spomenikov je najbolj presenetljiv ogromen konjeniški kip cesarja Viljema I. Nemškega, ki je bil postavljen leta 1897 in stoji na vzvišenem in masivnem podstavku tam, kjer se Mozela steka v Ren.

### Spomenik Viljema I.
Križniki so na sotočju Rena in Mozele, ki se imenuje Nemški ogel (Deutsches Eck), postavili svoj nemški dvorec Bailiwick.
Leta 1897 je bil spomenik nemškemu cesarju Viljemu I. Nemškemu nameščen na 14 metrov visokem konju, ki ga je slavnostno odkril njegov vnuk Viljem II. Arhitekt je bil Bruno Schmitz, ki je bil odgovoren za številne državne nemške spomenike. Nemški ogel, ki je bil leta povezan s tem spomenikom, je temelj nemškega cesarstva in nemške zavrnitve vseh francoskih zahtevkov na območju, kot je opisano v pesmi z naslovom Die Wacht am Rhein, in skupaj z njim imenovan Niederwaldski spomenik, ki stoji kakšnih 30 kilometrov gorvodno.
Med drugo svetovno vojno je kip uničilo ameriško topništvo. Francoska okupacijska uprava je hotela popolnoma uničiti spomenik in ga zamenjati z novim.
Leta 1953 je zvezni predsednik Theodor Heuss ponovno posvetil spomenik nemške enotnosti in dodal oznake preostalih zahodnih dežel, pa tudi izgubljenih območij na vzhodu. Nemška zastava tam vihra leta. Posarje so dodali štiri leta pozneje, ko so se številni prebivalci odločili, da se pridružijo Nemčiji.
V 1980-ih je bil posnetek spomenika pogosto prikazan pozno ponoči na TV, ko so zaigrali državno himno konec dneva, kar je bilo ukinjeno, ko so začeli 24-urno oddajanje programa. 3. oktobra 1990 ob združitvi obeh Nemčij so bili na spomenik dodani znaki novih dežel.

## Gospodarstvo
Koblenz je glavni sedež vinorodnega okoliša Mozele in Rena, izvaža tudi mineralno vodo. Tu so še proizvajalci avtomobilskih delov, aluminijastih tuljav (Aleris Aluminij), klavirjev, papirja, strojev, čolnov in tovornih ladij. Od 17. stoletja je bil tukaj sedež pivovarne Königsbacher. Mesto je pomemben tranzitni center za železniški promet in plovbo po Renu.
V mestu je sedež nemških vojaških sil (Heeresführungskommando).
Od 19. septembra 2012 je v mestu logistični center družbe Amazon.

## Izobraževanje
V mestu je kampus Univerze Koblenz in Landau ter Univerze uporabnih znanosti Koblenz (nemško Hochschule Koblenz).

## Pobratena mesta
Koblenz je pobraten z mesti:
- Nevers, Francija, od 1963
- Haringey, London, Združeno kraljestvo, od 1969
- Norwich, Združeno kraljestvo, od 1978
- Maastricht, Nizozemska, od 1981
- Novara, Italija, od 1991
- Austin, Teksas, ZDA, od 1992
- Petah Tikva, Izrael, od 2000
- Varaždin, Hrvaška, od 2007